# Poitiers universitet
Universitetet i Poitiers, även känt som UP, är ett offentligt tvärvetenskapligt universitet i Poitiers i Frankrike. Ordförande är för närvarande Virginie Laval.

## Kända lärare
- Mikel Dufrenne, fransk filosof, specialiserad på estetik
- Maurice René Fréchet, fransk matematiker som bland annat införde begreppet metriskt rum i sin doktorsavhandling från 1906